# Nummerierwerk

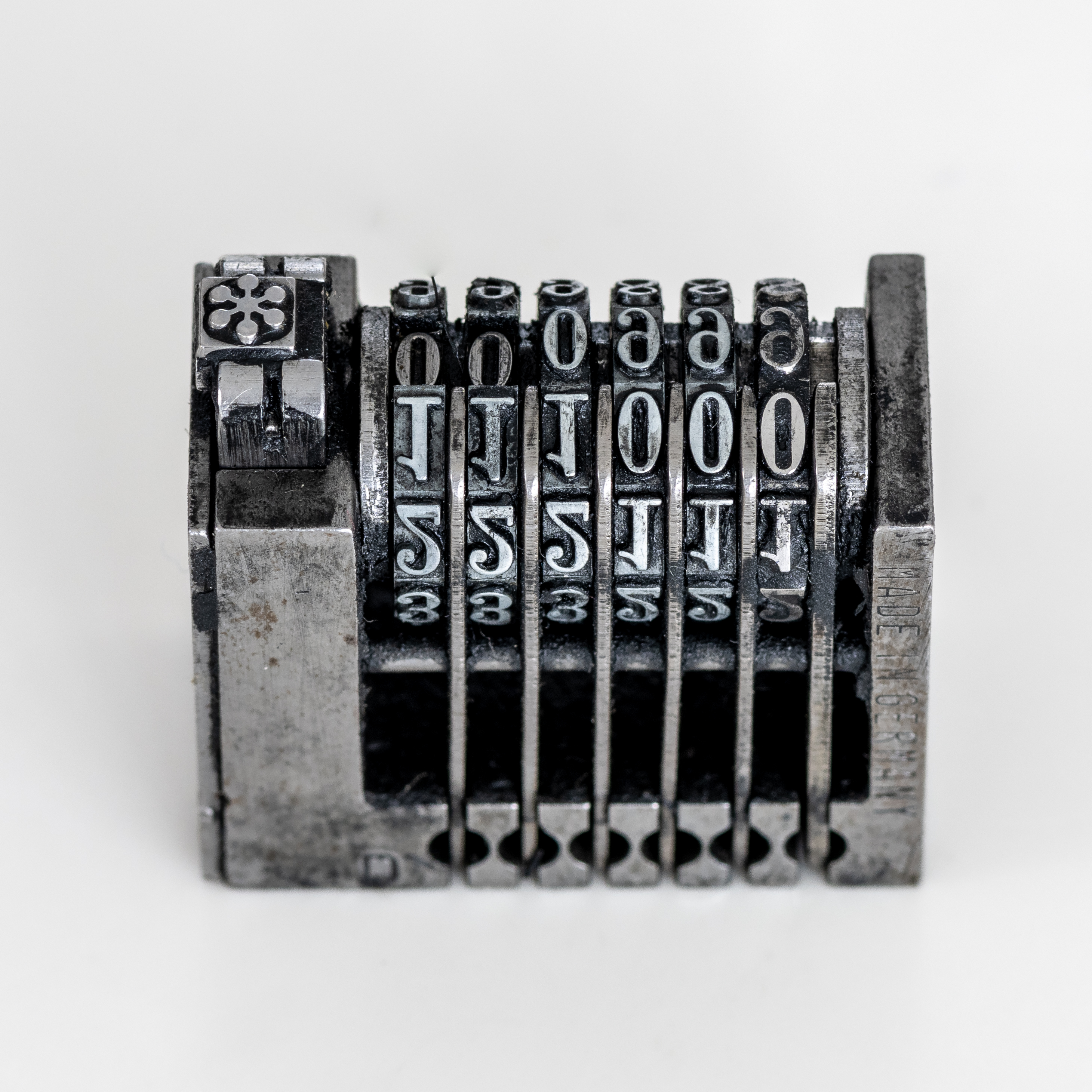
Buchdruck-Nummerierwerk mit Sternplunger

Ein Nummerierwerk ist eine technische Vorrichtung, mittels derer variable Ziffernfolgen auf Formulare, Geldscheine und andere Druckproduke aufgebracht werden.

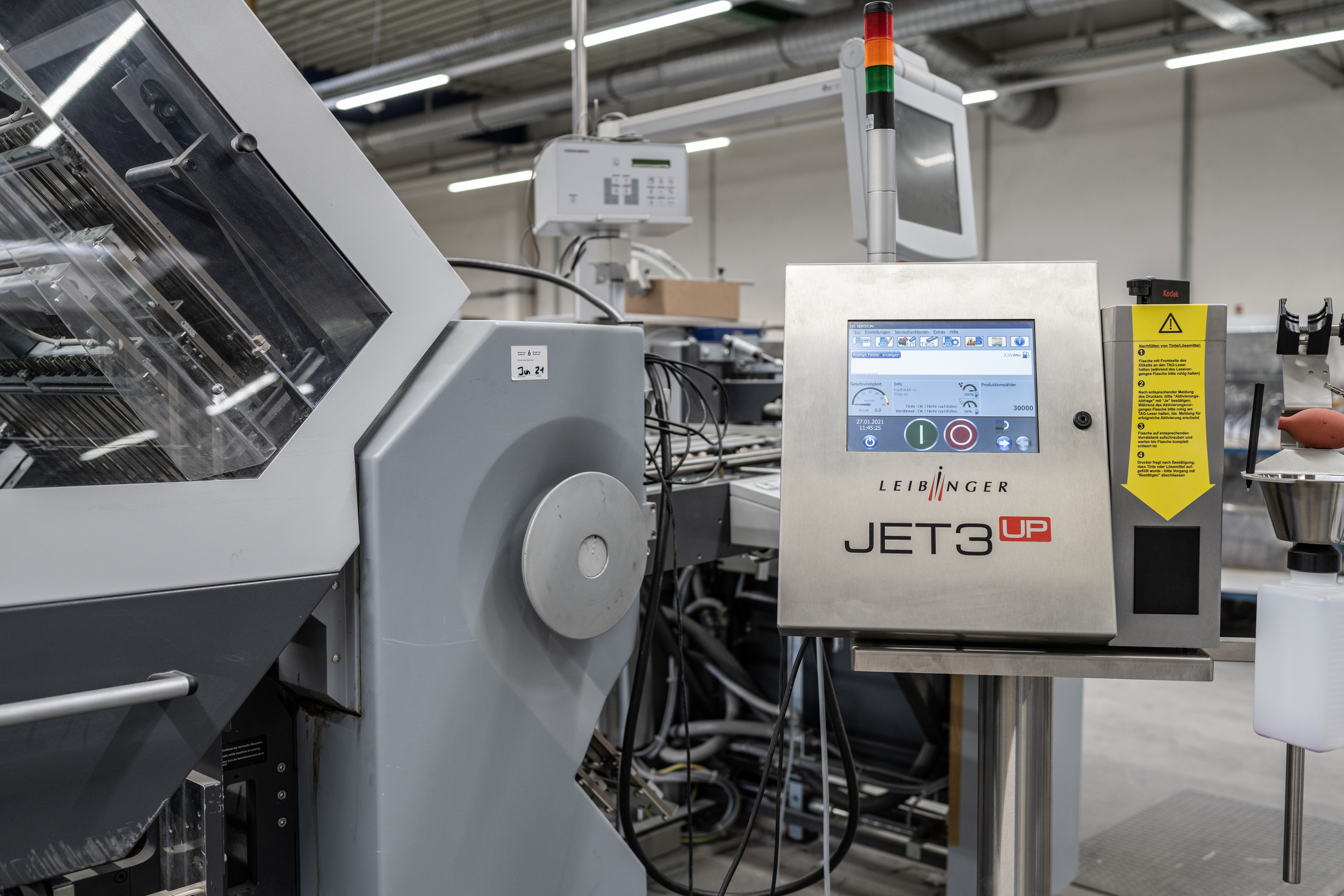
Inkjet-Nummerierwerk an einer Falzmaschine

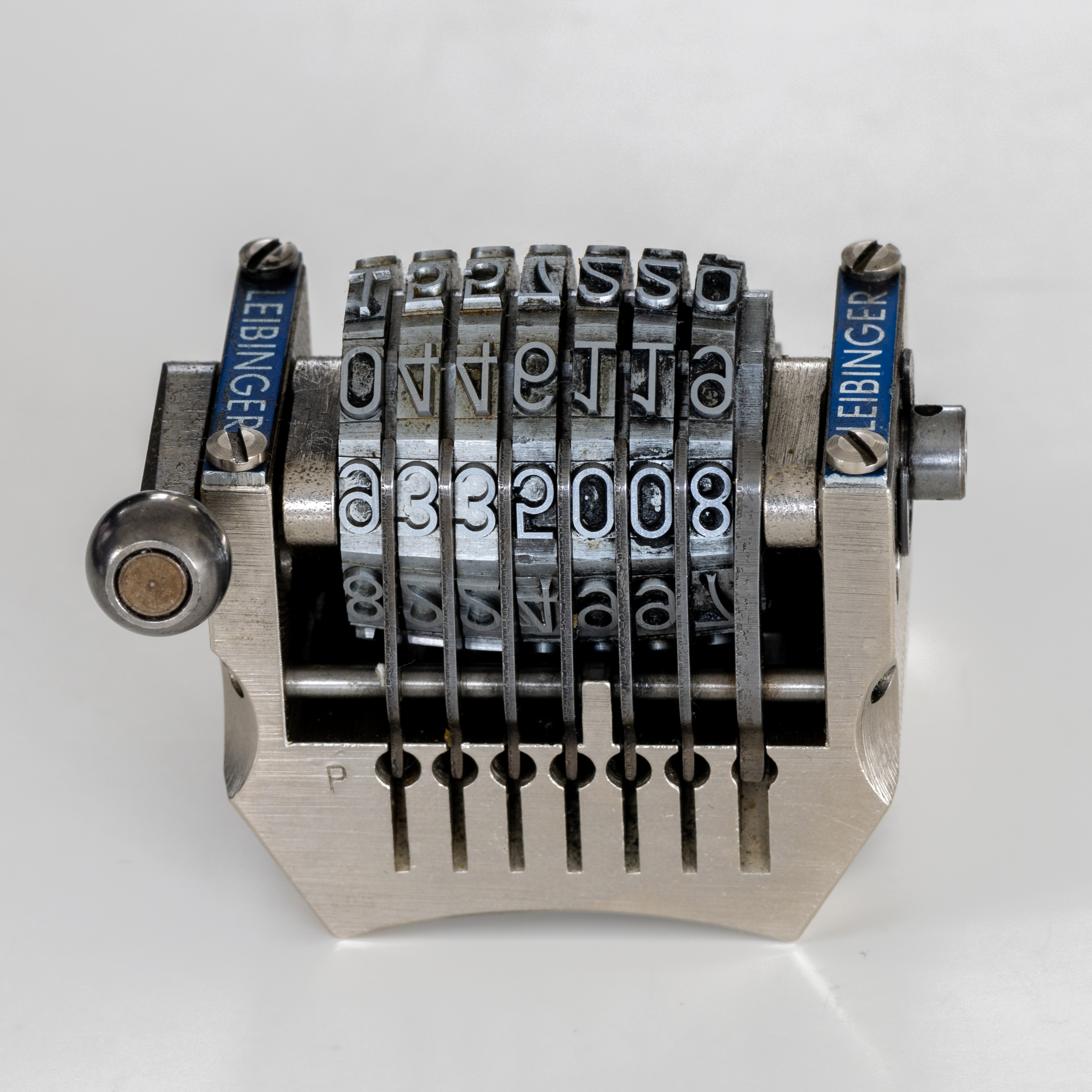
Offset-Nummerierwerk

Über einen Druckpunkt, den Plunger, ein über der Schriftzeichenhöhe hinausragendes Zeichen, wird im Buchdruck die Ziffernfolge um jeweils eine Nummer weitergeschaltet. Es gibt vorwärts und rückwärts laufende Nummerierwerke.
Im Offsetdruck wird das Nummerierwerk über eine Welle hinter der eigentlichen Druckausgabe angebracht. Durch die rotative Bewegung wird das Nummerierwerk nach jeder Walzendrehung um eine Ziffer weitergeschaltet.
Heute werden Nummerierungen meist digital über Inkjetdrucker aufgebracht. Aufgrund des berührungslosen Auftrags sind auch viele andere Produkte bedruckbar. Mindesthaltbarkeitsdatum, Herstellungskennzeichen oder eben Nummerierungen werden so in Höchstgeschwindigkeit gedruckt.